# Légitime Violence (film, 1977)
Pour les articles homonymes, voir Légitime Violence.
Pour plus de détails, voir Fiche technique et Distribution.
Légitime Violence (Rolling Thunder) est un film américain réalisé par John Flynn et sorti en 1977.

## Synopsis
Major de l'US Air Force, Charles Rane rentre chez lui à San Antonio, après avoir été prisonnier de guerre pendant près de sept ans à Hanoï au Viêt Nam. Trois autres soldats sont également de retour, dont le sergent Johnny Vohden. Charles est considéré comme un véritable héros local. Tout le monde l'acclame et sa ville lui offre beaucoup de cadeaux, dont des pièces de 1 dollar en argent symbolisant chacune les jours qu'il a passé en prison. Son retour est cependant compliqué : son fils Mark ne le reconnaît pas et sa femme Janet, amoureuse d'un autre homme, veut divorcer. De plus, Charles souffre de trouble de stress post-traumatique et repense fréquemment aux tortures subies pendant son incarcération. Il fait cependant la connaissance de la charmante Linda Forchet, qui avait porté un bracelet en soutien pendant les sept années.
Plus tard, une bande de voleurs — les Acuna Boys — fait irruption chez les Rane pour voler les fameuses pièces en argent. Ils forcent Charles à avouer où est caché le magot. Mais le militaire, aseptisé par tous les sévices subis au Viêt Nam, ne parle pas. Déterminés, les criminels vont jusqu'à lui broyer la main droite. C'est alors que Janet et Mark rentrent à la maison. Les malfrats les tuent en s'enfuyant et le laissent pour mort, sans l'usage de sa main droite. À l'hôpital, Linda reste à  son chevet, alors que Johnny Vohden vient également lui rendre visite. À sa sortie de l’hôpital, le major, désormais porteur d'un crochet, ne pense qu'à une chose : se venger.

## Fiche technique
- Titre français : Légitime Violence
- Titre original : Rolling Thunder
- Réalisation : John Flynn
- Scénario : Paul Schrader et Heywood Gould
- Musique : Barry De Vorzon
- Photographie : Jordan Cronenweth
- Montage : Frank P. Keller
- Production : Lawrence Gordon et Norman T. Herman
- Sociétés de production : Lawrence Gordon Productions et TBC Film
- Distribution : American International Pictures (Etats-Unis)
- Pays de production :  États-Unis
- Langue originale : anglais
- Format : Couleurs - son monophonique
- Genre : action
- Durée : 95 minutes
- Date de sortie :
  - États-Unis : 14 octobre 1977 (New York)
  - France} : 5 avril 1978[1]
- Classification[2] :
  - États-Unis : R
  - France : interdit aux moins de 16 ans (en salles) puis aux moins de 12 ans

## Distribution
- William Devane (VF : Sady Rebbot) : le major Charles Rane
- Tommy Lee Jones (VF : Sylvain Joubert) : le sergent-maître Johnny Vohden
- Linda Haynes (VF : Michèle Bardollet) : Linda Forchet
- James Best (VF : Jacques Deschamps) : le Texan
- Dabney Coleman (VF : Jean Berger) : Maxwell
- Lisa Blake Richards (VF : Martine Sarcey) : Janet
- Luke Askew (VF : Michel Barbey) : Automatic Slim
- Lawrason Driscoll (VF : François Leccia) : Cliff
- James Victor (VF : Jacques Ferrière) : Lopez
- Cassie Yates : Candy
- Randy Hermann (VF : Maurice Sarfati) : Milly Sanchez
- Paul A. Partain : le beau-frère
- James N. Harrell : le grand-père

## Production

### Genèse et développement
Le développement débute 1973 pour AIP, où Lawrence Gordon est chef de production. Il prend avec lui le projet lorsqu'il s'engage avec Columbia Pictures. Scénariste du film, Paul Schrader sera un temps envisagé comme réalisateur. Cependant, le projet échoue et change à nouveau de studio, cette fois chez la Fox. Alors qu'il devait être distribué par la Fox en 1977, le studio est opposé à la violence du film. Finalement, c'est American International Pictures qui le distribuera.
John Milius avouera que Paul Schrader a écrit le film pour lui mais John Milius l'a refusé : « Je ne pensais pas que je voulais faire quelque chose d'aussi sombre à l'époque... C'était un bon scénario, avec des trucs merveilleux dedans. Paul à son meilleur. »
Le script de Paul Schrader sera profondément réécrit par Heywood Gould. Dans le livre Schrader On Schrader (2004), Paul Schrader critique fortement la façon dont le studio a complètement édulcoré sa version originale de l'histoire. Il l'avait initialement écrit comme une critique de l'implication des États-Unis dans la Guerre du Viêt Nam et des attitudes fascistes et racistes en Amérique. Le personnage du major Rane était écrit à l'origine comme un raciste blanc, avec de nombreuses similitudes avec un autre personnage créé par Pauk Schrader, Travis Bickle dans Taxi Driver (1976). Il était même un temps question que Travis Bickle fasse un caméo.

### Attribution des rôles
Le rôle principal est tout d'abord proposé à Kris Kristofferson. David Carradine, Joe Don Baker ou encore Richard Jordan sont également envisagés. James Best refuse initialement le rôle du Texan car il juge le script grossier. Il changera finalement d'avis après avoir appris que les rôles principaux seront tenus par William Devane et Tommy Lee Jones.

### Tournage
Le tournage a lieu au Texas, notamment à San Antonio, Pearsall, Del Rio et  Helotes.

## Accueil
Le célèbre critique du Chicago Tribune Gene Siskel l'inclut dans son top 10 des films de 1977. Il lui donne la note de 3 sur 4 et écrit notamment : « Ce que j'aime dans Rolling Thunder n'est pas l'orgie de violence prévisible qui conclut le film, mais ce qui se passe avant - le retour du vétéran dans sa ville natale et sa famille disjointe. »

## Postérité
C'est en hommage à ce film que Quentin Tarantino a nommé sa compagnie distributrice de films : Rolling Thunder Pictures (en). Par ailleurs, il réutilise le nom de la bande des Acuna Boys dans plusieurs de ses films. Acuna Boys Tex-Mex Food est ainsi une marque fictive de restauration rapide dans Jackie Brown (1997), Kill Bill : Volume 2 (2004) ou encore Boulevard de la mort (2006). Lors de la Quinzaine des réalisateurs du festival de Cannes 2023, le cinéaste présente lors d'une masterclass une copie 35 mm du film. Il avait déjà évoqué le film en détail dans son ouvrage Cinéma spéculations (2022).